# Göphultasjön
Göphultasjön är en sjö i Halmstads kommun i Halland och ingår i Fylleåns huvudavrinningsområde. Sjöns area är 0,066 kvadratkilometer och den är belägen 172 meter över havet.